# Heavy Metal Machines
Heavy Metal Machines (HMM) é um MOBA de batalha de carros desenvolvido e publicado pela empresa brasileira Hoplon Infotainment. Trata-se de um jogo gratuito para baixar pelo Steam onde carros altamente armados entram em uma arena 4 contra 4 onde o objetivo é capturar uma bomba no centro da arena e entregá-la até a base inimiga três vezes, enquanto esquiva-se dos tiros dos oponentes e dos perigos das arenas. Toda a temática e trilha do jogo é voltada para o Heavy Metal e a cultura do rock atrelada ao estilo musical.  
O jogo está em produção desde 2013 e seu lançamento oficial aconteceu em 19 de Setembro de 2018. 
Uma das principais inspirações para o jogo foi o clássico Rock’n’Roll Racing, publicado para arcade, super nintendo e mega-drive, desenvolvido pela Blizzard (interplay na época), mas também jogos de arena como os MOBAs, Rocket League e Twisted Metal.

## Jogabilidade
Apesar de ser muito comparado a um MOBA, Heavy Metal Machines não segue o estilo tradicional desse tipo de jogo, principalmente por não contar com torres, rotas e minions, fatores essenciais para MOBAs. Outro ponto que diferencia bastante o Heavy Metal Machines dos MOBAs é a velocidade do jogo, onde as batalhas acontecem com força total desde o primeiro minuto de partida, não sendo necessário conseguir níveis ou itens para destruir os oponentes ou entregar a bomba.
Para controlar o veículo, o jogador utiliza o mouse para acelerar ou andar de ré, e utiliza o teclado para disparar suas armas. O veículo sempre segue a direção para onde o mouse está apontando, que serve para fazer curvas ou para mirar suas armas nos oponentes.
O objetivo do jogo é pegar e entregar uma bomba até a base do time oponente. Para fazer isso, o jogador carregando a bomba deve andar pelo percurso inteiro, com curvas bem fechadas e perigos por todo lado, como lava (muito dano por segundo) ou derrubadores (áreas de perigo que fazem o personagem derrubar a bomba caso passe por cima). Os jogadores que não estão carregando a bomba podem pegar atalhos para chegar à ação mais rapidamente e ajudar o carregador, tentar destruí-lo e/ou jogá-lo em derrubadores. Estes atalhos ficam fechados para quem está carregando a bomba.

### Arenas
Em Heavy Metal Machines, nossos pilotos disputam a bomba em 3 arenas diferentes.
- Metal God[4]: Considerado o Coliseu de Metal City, essa arena é o palco principal para os campeonatos oficiais de Heavy Metal Machines. Esse campo de batalha espelhado é perfeito para testar formações clássicas: um transportador, um suporte e dois interceptadores. Você deve evitar os pontos com derrubadores e confiar no trabalho em equipe.
- Temple of Sacrifice[4]: Essa pista já foi local de sacrifício para os hereges de Metal City. Agora, é uma arena para combates insanos de HMM, onde times lutam para sobreviver a um triturador no fim do percurso. O Temple of Sacrifice é um teste de sobrevivência: forme seu time com dois suportes, um transportador e um interceptador para resistir até o fim.
- Cursed Necropolis[4]: Terra sagrada, já foi lar para a antiga tribo da Windrider. Agora, terra amaldiçoada, ácido é tudo o que restou após um massacre. Similar a Metal God em sua forma de jogar, porém tem dois recursos a mais: esteiras que mudam sua direção e velocidade, e refletores, que rebatem a bomba se forem acertados.

## Metal Pass
Metal Pass é um sistema em que jogadores de Heavy Metal Machines têm acesso a desafios semanais e fantásticas recompensas in-game, além de determinar a progressão da sua conta e a obtenção de Fama para você comprar personagens e modelos. Na primeira temporada, Road do Málmheim, foram 50 níveis e mais de 90 recompensas no total.
Atualmente o jogo encontra-se na sétima temporada, Dawn of Winter, com 60 níveis e 113 recompensas..

## Trilha Sonora
A trilha sonora do jogo é 100% original e segue o estilo Heavy Metal do jogo. Além das trilhas usadas nas telas de menu, loading e dentro do jogo, cada personagem possui sua própria trilha, baseada em seu estilo musical fictício.